# Раден, Фердинанд Владимирович
Фердинанд Владимирович Раден (3 июля 1863 — 25 октября 1919) — барон, морской офицер и российский военный деятель, генерал-майор (1917), участник Первой мировой войны и Белого движения во время гражданской войны в России.
Из дворян Курляндской губернии, уроженец Ревеля. Лютеранин. 

## Служба
Закончил Морской кадетский корпус в 1886 году. До 1889 плавал на судах Каспийской флотилии, а с 1890 — Черноморского флота. 29 октября 1890 года назначен в Адене (Аравия) вахтенным офицером на крейсере «Адмирал Корнилов», сопровождавшем отряд кораблей с Наследником Цесаревичем в Индийском океане.
23 января 1891 года перешёл на крейсер «Владимир Мономах». Далее, в этом же году, зачислен в Сибирский флотский экипаж. В 1892 году — преподаватель штурманского дела, а также школы рулевых, сигнальщиков и лоцманов, параллельно исполнял должность вахтенного начальника МКЛ «Горностай». 1 января 1893 года произведён в лейтенанты и назначен младшим штурманом МКЛ «Манджур» и командиром 1-й роты. В 1894 году продолжил службу на транспортах «Тунгуз» и «Ермак». В 1895 году на транспорте «Якут», командир 7-й роты, и на портовом судне «Силач». В 1896 году вновь на транспорте «Ермак» и МКЛ «Кореец». С этого же года переведён на крейсер II ранга «Забияка» и назначен командиром 1-й роты Сибирского флотского экипажа.
В 1900 переведён на броненосец Тихоокеанской эскадры «Наварин» и в том же году участвовал в занятии флотом Порт-Артура и Квантунского полуострова, за что был награждён орденом Святой Анны 3-й степени. С июня до начала августа 1900 года — начальник десанта моряков, отправленного для обороны русского посольства в Пекине. Отличился в течение двухмесячной защиты посольского квартала в Пекине, во время боксерского восстания. 24 августа 1900 года награждён орденом Святого Георгия 4-й степени «в воздаяние примерной храбрости и самоотверженности», а также пятью иностранными орденами.
29 января 1901 года произведён в капитаны 2-го ранга и награждён орденом Святого Владимира 4-й степени с бантом. Назначен старшим офицером канонерской лодки «Кореец», на которой служил до 1903 года. 27 января 1903 года переведён на Балтийский флот и назначен командиром миноносца «Рьяный».
С началом Русско-японской войны вернулся на Тихий океан, назначен командиром отряда номерных миноносцев во Владивостоке. «За отличную решительность и мужество» при рекогносцировке 15-19 июня 1904 года у порта Гензан в Корее был награждён орденом Святого Станислава 2-й степени с мечами. В 1905—1906 годах старшина Морского собрания, в 1906 году член временного Военно-морского суда. В 1906—1907 годах командовал канонерской лодкой «Манджур» и 22 апреля 1907 года произведён в капитаны 1-го ранга. В 1908—1910 периодически исполнял должность командира Владивостокского порта. 25 января 1910 года назначен командиром крейсера 1-го ранга «Аскольд».
23 августа 1910 года отчислен от должности. 13 января 1911 года уволен от службы и отдан под суд за растрату казённых денег. Приговором временного Владивостокского военно-морского суда был осуждён на 3 года и 6 месяцев с исключением из службы, с лишением чинов, орденов и всех прав и преимуществ. По докладу нового морского министра И. К. Григоровича Император Николай II сократил срок заключения наполовину. Высочайшим повелением в декабре 1912 года барон Ф. В. Раден был освобождён. Ему были возвращены права и преимущества, с тем чтобы он считался уволенным от службы капитаном 1-го ранга.
С началом Первой мировой войны барон фон Раден подавал неоднократно прошения о возвращении на службу. 14 февраля 1916 года определён из отставки полковником в 205-й пехотный Шемахинский полк. 27 января 1917 года назначен командиром Дагестанского 82-го пехотного полка. В апреле 1917 года награждён орденом Святого Владимира 3-й степени с мечами. С 23 ноября 1917 года генерал-майор.
В 1918 году вернулся в Курляндию и, в составе Балтийского ландесвера, командиром взвода, участвовал в боях за Виндаву, Туккум и Митаву. 22 мая 1919 года, в день взятия Риги, перешёл из Балтийского ландесвера в русский отряд князя Ливена на должность командира роты. Затем помощником командира 1-го полка. Летом 1919 года командир 17-го Либавского полка 5-й дивизии Северо-Западной армии. Убит в бою у деревни Русское Копорье во время наступления армии генерала Юденича на Петроград.
Фердинанд Владимирович похоронен под Санкт-Петербургом в Красном Селе на Военном кладбище.

## Семья
Отец — барон Владимир Фёдорович Раден (эст. Ludwig Woldemar Leonce von Rahden (1826—1881)) в 1858—1868 вице-губернатор Эстляндии. Мать — Дженни Джулия Лаура Фридерика, урождённая фон Клейст (эст. Jenny Julie Laura Friederike von Kleist (1841—1907)).